# Meridià 40 a l'est
El meridià 40 a l'est de Greenwich és una línia de longitud que s'estén des del pol Nord travessant l'oceà Àrtic, Europa, Turquia, Àfrica, l'oceà Índic, l'oceà Antàrtic i l'Antàrtida fins al pol Sud.
El meridià 40 a l'est forma un cercle màxim amb el meridià 140 a l'oest. Com tots els altres meridians, la seva longitud correspon a una semicircumferència terrestre, uns 20.003,932 km. Al nivell de l'Equador, és a una distància del meridià de Greenwich de 4.453 km.

## De Pol a Pol
Començant en el pol Nord i dirigint-se cap al pol Sud, aquest meridià travessa:
| Coordenades                             | País, territori o mar | Notes                                                                                           |
| --------------------------------------- | --------------------- | ----------------------------------------------------------------------------------------------- |
| 90° 0′ N, 40° 0′ E / 90.000°N,40.000°E  | Oceà Àrtic            |                                                                                                 |
| 80° 27′ N, 40° 0′ E / 80.450°N,40.000°E | Mar de Barents        |                                                                                                 |
| 67° 49′ N, 40° 0′ E / 67.817°N,40.000°E | Rússia                | Illa del Lumbovka i la península de Kola                                                        |
| 66° 25′ N, 40° 0′ E / 66.417°N,40.000°E | Mar Blanc             |                                                                                                 |
| 65° 49′ N, 40° 0′ E / 65.817°N,40.000°E | Rússia                |                                                                                                 |
| 65° 10′ N, 40° 0′ E / 65.167°N,40.000°E | Mar Blanc             | Badia del Dvinà                                                                                 |
| 64° 45′ N, 40° 0′ E / 64.750°N,40.000°E | Rússia                |                                                                                                 |
| 49° 36′ N, 40° 0′ E / 49.600°N,40.000°E | Ucraïna               |                                                                                                 |
| 49° 9′ N, 40° 0′ E / 49.150°N,40.000°E  | Rússia                |                                                                                                 |
| 48° 53′ N, 40° 0′ E / 48.883°N,40.000°E | Ucraïna               | Per uns 10km                                                                                    |
| 48° 48′ N, 40° 0′ E / 48.800°N,40.000°E | Rússia                |                                                                                                 |
| 48° 17′ N, 40° 0′ E / 48.283°N,40.000°E | Ucraïna               | Per uns 6km                                                                                     |
| 48° 13′ N, 40° 0′ E / 48.217°N,40.000°E | Rússia                |                                                                                                 |
| 43° 23′ N, 40° 0′ E / 43.383°N,40.000°E | Mar Negre             |                                                                                                 |
| 40° 57′ N, 40° 0′ E / 40.950°N,40.000°E | Turquia               |                                                                                                 |
| 36° 49′ N, 40° 0′ E / 36.817°N,40.000°E | Síria                 |                                                                                                 |
| 33° 57′ N, 40° 0′ E / 33.950°N,40.000°E | Iraq                  |                                                                                                 |
| 32° 1′ N, 40° 0′ E / 32.017°N,40.000°E  | Aràbia Saudita        |                                                                                                 |
| 20° 15′ N, 40° 0′ E / 20.250°N,40.000°E | Mar Roig              |                                                                                                 |
| 16° 3′ N, 40° 0′ E / 16.050°N,40.000°E  | Eritrea               | Illes Dahlak i terra ferma                                                                      |
| 14° 27′ N, 40° 0′ E / 14.450°N,40.000°E | Etiòpia               |                                                                                                 |
| 3° 56′ N, 40° 0′ E / 3.933°N,40.000°E   | Kenya                 |                                                                                                 |
| 3° 22′ S, 40° 0′ E / 3.367°S,40.000°E   | Oceà Índic            | Passa a l'est de les illes de Pemba, Latham i Mafia, Tanzània                                   |
| 10° 8′ S, 40° 0′ E / 10.133°S,40.000°E  | Tanzània              |                                                                                                 |
| 10° 49′ S, 40° 0′ E / 10.817°S,40.000°E | Moçambic              |                                                                                                 |
| 16° 12′ S, 40° 0′ E / 16.200°S,40.000°E | Oceà Índic            | Passa entre els atols de Bassas da India i illa Europa, Terres Australs i Antàrtiques Franceses |
| 60° 0′ S, 40° 0′ E / 60.000°S,40.000°E  | Oceà Antàrtic         |                                                                                                 |
| 68° 52′ S, 40° 0′ E / 68.867°S,40.000°E | Antàrtida             | Terra de la Reina Maud, reclamat per Noruega                                                    |